# Judi Love
Judi Love (Hackney, Londres, Inglaterra 4 de junio de 1980) es una comediante y presentadora de televisión británica. Comenzó su carrera de stand up en 2011 y desde entonces se ha convertido en panelista del programa de entrevistas de ITV, Loose Women. Además de competir en la serie MasterChef de la BBC, Love también compitió en la decimonovena temporada de Strictly Come Dancing.

## Primeros años y personal
Nacida en Hackney, Londres, de padres jamaicanos, Love es la menor de cinco hijos. Pasó la mayor parte de su juventud en el área de East London y sus alrededores. Love estudió una licenciatura en Artes Comunitarias y Ciencias Sociales y una Maestría en Trabajo Social del Instituto Tavistock. Tiene dos hijos.

## Carrera
Love comenzó en la comedia cuando realizó un set frente a su clase para un módulo, en el que reveló el lado cómico de cuidar a su madre, quien murió en 2009 por demencia. En 2011, hizo su debut profesional en el escenario con un espectáculo titulado Laughter is Healing. Fue la anfitriona de los Premios del Círculo de Críticos de Londres del 2019 y, en el 2020, comenzó a aparecer como panelista en el programa de entrevistas de ITV, Loose Women. También apareció en Celebrity MasterChef en julio de 2020, en el que fue finalista. En 2021, fue anunciada como concursante de la decimonovena serie de Strictly Come Dancing, siendo emparejada con el bailarín profesional Graziano Di Prima; fueron eliminados en la sexta semana quedando en el décimo puesto.

## Filmografía
| Año           | Título                           | Papel                 | Notas                 |
| ------------- | -------------------------------- | --------------------- | --------------------- |
| 2018          | King Gary                        | Propietaria de tienda | 1 episodio            |
| 2019          | 8 Out of 10 Cats                 | Ella misma            | 1 episodio            |
| 2019–2020     | Don't Hate the Playaz            | Ella misma            | 2 episodios           |
| 2019          | Harry Hills Club Nite            | Ella misma            | 1 episodio            |
| 2020–presente | Loose Women                      | Panelista             | Serie regular         |
| 2020–presente | Jon Richardson's Channel Hopping | Ella misma            | Serie regular         |
| 2020          | Comedy Against Living Miserable  | Ella misma            | Especial único        |
| 2020          | The Stand Up Sketch Show         | Ella misma            | Serie regular         |
| 2020          | Celebrity MasterChef             | Concursante           | Tercer puesto         |
| 2020          | Celebrity Karaoke                | Ella misma            | 2 episodios           |
| 2020          | Comedy Game Night                | Ella misma            | 1 episodio            |
| 2020–presente | Sorry, I Didn't Know             | Capitán del equipo    | Serie regular         |
| 2020          | Hey Tracey!                      | Ella misma            | 1 episodio            |
| 2021          | The Ranganation                  | Ella misma            | 1 episodio            |
| 2021          | Hypothetical                     | Ella misma            | 1 episodio            |
| 2021          | Mel Giedroyc: Unforgivable       | Ella misma            | 1 episodio            |
| 2021          | This is My House                 | Juez                  | Papel principal       |
| 2021          | Big Zuu's Big Eats               | Ella misma            | Invitada              |
| 2021          | Celebrity Gogglebox              | Ella misma            | 1 episodio            |
| 2021          | Strictly Come Dancing            | Ella misma            | Concursante           |
| 2021          | Celebrity Catchphrase            | Ella misma            | Concursante           |
| 2021          | Blankety Blank                   | Ella misma            | Panelista             |
| 2022          | Taskmaster                       | Ella misma            | Concursante, serie 13 |
| 2022          | 8 Out of 10 Cats Does Countdown  | Ella misma            | Concursante           |
| 2022          | Would I lie to You               | Ella misma            | Concursante           |
| 2022          | The Wheel                        | Ella misma            | Panelista             |